# Базарська волость
Базарська волость — історична адміністративно-територіальна одиниця Овруцького повіту Волинської губернії Російської імперії. Волосний центр — містечко Базар.
Станом на 1885 рік складалася з 20 поселень, 14 сільських громад. Населення — 9763 особи (4380 чоловічої статі та 4383 — жіночої), 638 дворових господарства.
|                     | Площа, десятин | У тому числі орної, дес. |
| ------------------- | -------------- | ------------------------ |
| Сільських громад    | 15892          | 5688                     |
| Приватної власності | 26993          | 6403                     |
| Казенної власності  | 4301           | 54                       |
| Іншої власності     | 128            | 105                      |
| Загалом             | 47314          | 12250                    |

Основні поселення волості:
- Базар — колишнє власницьке містечко при річці Звіздаль за 50 верст від повітового міста, 650 осіб, 78 дворів, православна церква, єврейський молитовний будинок, школа, 2 постоялих будинки, 5 лавок, 3 ярмарки, водяний млин, 3 шкіряних заводи. За ¼ версти — шкіряний завод. За 8 верст — садиба П'ятидуб з єврейським молитовним будинком.
- Великі Кліщі — колишнє власницьке село, 580 осіб, 57 дворів, постоялий будинок.
- Калинівка — колишнє власницьке село, 563 особи, 64 двори, православна церква, постоялий будинок.
- Ксаверів — колишнє власницьке містечко при річці Кам'янка, 400 осіб, 50 дворів, православна церква, єврейський молитовний будинок, школа, постоялий будинок, лавка, 2 водяних млини.
- Любарка — колишнє власницьке село при струмкові Лозниця, 387 осіб, 41 двір, православна церква, постоялий будинок.
- Недашки — колишнє власницьке село, 120 осіб, 12 дворів, православна церква, 2 постоялих будинки, трактир, 3 лавки, 3 вітряних млини[1].

У 1923 році на території волості утворено Базарську, Будо-Голубієвицьку, Велико-Кліщівську, Велико-Міньківську, Голубієвицьку, Дерманівську, Калинівську, Любарківську, Мало-Міньківську, Межиліську та П'ятидубську сільські ради. 7 березня 1923 року, відповідно до указу ВУЦВК «Про адміністративно-територіальний поділ», територію волості включено до складу новоутвореного Базарського району Коростенської округи.